# 奥德丽·梅多斯
奥德丽·梅多斯（英語：Audrey Meadows，1922年2月8日—1996年2月3日），女，美国演员。曾获得黄金时段艾美奖喜剧类电视系列剧最佳女配角。